# Дрезденска награда за мир
Дрезденската награда е международна награда за мир, присъждана ежегодно около 13 февруари, когато се отбелязва годишнината от разрушаването на Дрезден.

## Значение
Наградата е учредена през 2009 г. от асоциацията „Приятели на Дрезден Германия“, основана в Дрезден – филиал на американската асоциация за подкрепа Friends of Dresden Inc. в Ню Йорк, основана от Гюнтер Блобел. С нея се отличават личности с особени постижения в борбата с конфликтите, насилието и ескалацията.
Наградата в размер на 10 хил. евро се дарява от „Фондация Клаус Чира“, а освен нея носителите ѝ получават бронзова статуетка с височина приблизително 30 cm, проектирана от Констсанце Файнт Айснер по модел на фигурата Ernst от фонтана на Моцарт в Дрезден. Върху скулптурата могат да се разпознаят и пораженията от войната, нанесени на оригиналната фигура, изложена в Дрезденския лапидариум.
В допълнение към основното ѝ предназначение според организаторите наградата има за цел да противодейства на присвояването на паметния ден на Дрезден от десни екстремисти.
Първата церемония по връчването на наградата през 2010 г. е отложена с един ден от съображения за сигурност по искане на саксонското министерство на вътрешните работи и се провежда на церемония в операта „Земпер“. През следващите години носителите на наградата Даниел Баренбойм и Джеймс Нахтуей също са почетени в „Земпер“.

## Носители
| Година | Личност                                                                                           | Панегирист           | Основание за присъждане на наградата | Изображение                     |  |
| ------ | ------------------------------------------------------------------------------------------------- | -------------------- | --- | ------------------------------- |  |
| 2010   | Михаил Горбачов, бивш президент на Съветския съюз                                                 | Герхарт Баум         | за постиженията му „в областта на предотвратяването на конфликтите и насилието“ и по-специално за ангажимента му към ядреното разоръжаване. С инициативата си за едностранно демонтиране на ракетите със среден обсег Горбачов даде знак за края на надпреварата в ядреното въоръжаване и направи „един от най-значимите приноси за предотвратяване на насилието през последните десетилетия“. | Michail Gorbatschow             |  |
| 2011   | Даниел Баренбойм, диригент и пианист                                                              | Рихард фон Вайцзекер | за развитието на оркестъра West-Eastern Divan Orchestra, в който участват музиканти с египетски, ирански, израелски, йордански, ливански, палестински, сирийски и испаноезичен произход. | Daniel Barenboim                |  |
| 2012   | Джеймс Нахтуай, военен фотограф                                                                   | Вим Вендерс          | за неговите „снимки, които никога не се забравят. И той прави това като моралист, като човек, който не само се надява, но и вярва, че снимките му могат да доведат до промяна в мисленето.“ | James Nachtwey                  |  |
| 2013   | Станислав Петров, бивш офицер от съветската армия                                                 | Клаус Клебер         | „В нощта на 25 срещу 26 септември 1983 г. Станислав Петров възпира започването на трета световна война и политиците, които можеха или вероятно щяха да решат друго. Един инженер на служба в Съветската армия, който се изправи пред отговорност, която не би могла да бъде по-голяма - отговорност за оцеляването на човечеството. Той я изпълни, защото взе решението си не като техник, не като офицер, а като човек.“ | Stanislaw Jewgrafowitsch Petrow |  |
| 2014   | Емануел Джал, судански музикант и бивш дете войник                                                | Фату Бенсуда         | за неговата музикална и политическа ангажираност срещу военното насилие над деца в Африка | Emmanuel Jal                    |  |
| 2015   | Едуард, херцог на Кент, член на британското кралско семейство                                     | Курт Биденкопф       | за приноса му за помирението между Великобритания и Германия. | Edward von Kent                 |  |
| 2016   | Даниел Елсберг                                                                                    | Якоб Аугщайн         | като „родоначалник на разобличителите“. Той вдъхновява другите със своята смелост. | Daniel Ellsberg                 |  |
| 2017   | Доменико Лукано, кмет на град Риаче                                                               | Мартин Рот           | за приемането и интегрирането на 550 бежанци в село Риаче, в което живеят 1800 души. | Domenico Lucano                 |  |
| 2018   | Томи Смит, олимпийски шампион и борец за граждански права                                         | Гюнтер Валраф        | „Жестът на атлетите Томи Смит и Джон Карлос на подиума на Олимпийските игри в Мексико през 1968 г. е една от най-впечатляващите публични демонстрации срещу расовата дискриминация през миналия век. Мълчалив протест, който се превърна в част от историята на гражданската смелост. Тогавашният олимпийски шампион Томи Смит се превръща в модел за подражание на политически ангажирания спортист. 50 години по-късно расизмът все още съществува. За съжаление темата е загубила малко от своята актуалност. А жестът е останал такъв, какъвто е бил тогава: смел и силен.“ Гюнтер Блобел, съинициатор на Дрезденската награда | Tommie Smith                    |  |
| 2019   | Фан Тхи Ким Фук, жертва на войната във Виетнам                                                    | Джеймс Нахтуай       | „Активистката за мир е удостоена с наградата за работата си за помирение. Тя последователно отхвърля омразата, посланик на добра воля е на ЮНЕСКО и е създала фондация за деца, засегнати от войната.“ |                                 |  |
| 2020   | Музун Алмелехан, сирийска активистка в областта на образованието и специална пратеничка на УНИЦЕФ | Фан Тхи Ким Фук      | Тя „е смятана за един от най-силните и влиятелни гласове в борбата за образование на децата в кризисните райони. Започва работата си на 14-годишна възраст в йордански бежански лагер, където е избягала от Сирия със семейството си. За много от бежанците участието в образователни програми не е било най-висок приоритет предвид безнадеждността в лагера. Но Музун обикаля от палатка на палатка и убеждава и родители, и деца колко важно е училището.“ | Muzoon Almellehan               |  |
| 2021   | Кристина Марин Кампос, лекар                                                                      | Герхарт Баум         | „Испанският лекар [...] получава Дрезденската награда от името на медицинския персонал по целия свят, който е свършил и продължава да върши изключителна работа по време на кризата с короната. [...] За да облекчи самотата на пациентите с КОВИД, изолирани в интензивните отделения, Кристина Марин Кампос призова испанското население да пише на болните. Още през първия ден бяха получени 35 000 писма.“ |                                 |  |
| 2022   | Роджър Кокс, адвокат, който представлява ищците срещу Royal Dutch Shell                           | Хелена Маршал        | |                                 |  |
| 2023   | Даниел Либескинд, архитект                                                                        | Марион Акерман       | „Когато всичко изглежда приключило - война, геноцид, терористична атака - това, което остава, е споменът" [...] "А начинът, по който си спомняме, може да определи дали всичко това ще се повтори. Нуждаем се от места за възпоменание и напомняне. И те трябва да са като тези, проектирани от Даниел Либескинд: да не могат да бъдат пропуснати.“ | Daniel Libeskind                |  |
| 2024   | Алексей Навални (посмъртно), руски дисидент                                                       |                      | | Alexei Nawalny                  |  |

През 2023 г. за първи път е присъдена почетна награда от „Приятелите на Дрезден“. Неин носител е Герхарт Баум, отличен за „посвещението си на човешките права и мира през целия си живот“. Кметът на Дрезден Дирк Хилберт произнася хвалебствена реч.
Алексей Навални е обявен за носителят на Дрезденската награда за мир за 2024 г. на 4 април 2024 г. – месец и половина след смъртта му в наказателна колония в арктическата Ямало-ненецка област. Церемонията по връчването на наградата е насрочена за 12 май в Дрезденския държавен драматичен театър (Staatsschauspiel Dresden). Вдовицата на политика, Юлия Навалная, е поканена да получи наградата от негово име.